# Valenciennea puellaris
Valenciennea puellaris es una especie de peces de la familia de los Gobiidae en el orden de los Perciformes.

## Morfología
Los machos pueden llegar a alcanzar los 20 cm de longitud total.

## Reproducción
Es  monógamo.

## Hábitat
Es un pez de mar y, de clima tropical (22 °C-26 °C).

## Distribución geográfica
Se encuentra desde el Mar Rojo hasta Samoa, el sur del Japón, la Gran Barrera de Coral y Nueva Caledonia.

## Observaciones
Es inofensivo para los humanos.